# Enriqueta Duarte
Enriqueta Corina Duarte Ibarra García (Buenos Aires, 26 de febrero de 1929; Buenos Aires, 3 de julio de 2025) fue una nadadora argentina. Originaria de Buenos Aires, cosechó éxitos desde muy joven y ganó numerosos campeonatos nacionales en la década de 1940. Compitió en los Juegos Olímpicos de Londres 1948 en tres pruebas. Tres años después, se convirtió en la primera mujer latinoamericana en cruzar a nado el Canal de la Mancha el 16 de agosto de 1951. Posteriormente, Duarte compitió en pruebas de natación máster y ganó numerosos campeonatos nacionales e internacionales de máster.

## Biografía

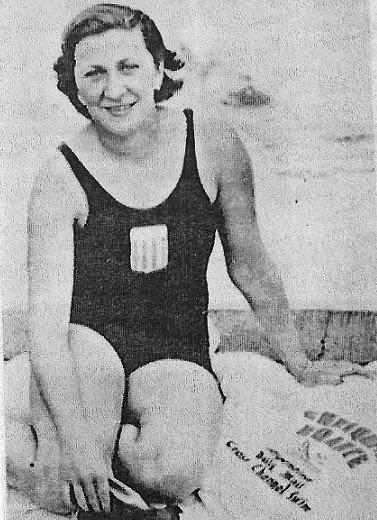
Enriqueta Duarte luego de atravesar el Canal de la Mancha nadando, con el escudo de Racing Club en el pecho.

Duarte nació el 26 de febrero de 1929 en Palermo (Buenos Aires), Argentina. Su padre, Roque Duarte, era deportista y periodista. Aprendió a nadar sus dos estilos favoritos a los nueve años en el Club Atlético Obras Sanitarias de la Nación, donde trabajaba su padre. Ganó su primer torneo en 1942 a los 12 años en Obras Sanitarias y el entrenador del club quedó tan impresionado que le pidió a sus padres que consideraran que entrenara con el equipo del club.
Duarte se unió al equipo de Obras Sanitarias y asistió a la Escuela Normal Superior Presidente Roque Sáenz Peña, donde se graduó como maestra. Fue capitana del equipo de natación de su escuela y ganó campeonatos intercolegiales en 1944, 1945 y 1946. Fue campeona nacional de natación estilo libre en los 100 m, 200 m, 400 m y 800 m, además de ganar varios títulos de relevos. Rompió varios récords nacionales en estas pruebas. Compitió internacionalmente por primera vez en 1946 en el Campeonato Sudamericano.
Duarte se convirtió en maestra después de graduarse mientras continuaba entrenando como nadadora. En 1948, fue seleccionada para participar en los Juegos Olímpicos de Londres 1948 en tres eventos. Terminó 32.ª en los 100 m estilo libre, 18.ª en los 400 m estilo libre y formó parte de un equipo en el relevo 4 × 100 estilo libre que quedó en noveno lugar. Sufrió un problema de oído en 1949 y pensó que su carrera de natación había terminado, por lo que comenzó a competir en esgrima. Más tarde regresó a la natación y participó en el Campeonato Sudamericano de 1950. En 1951, comenzó a estudiar en la facultad de derecho de la Universidad de Buenos Aires.
Ese año, Duarte se enteró del nadador Antonio Abertondo cruzando el Canal de la Mancha y se interesó en intentar hacerlo ella misma, a pesar de que nunca antes había competido en natación en aguas abiertas. Fue entrenada por Ernesto Caraciolo y participó en un nado del Canal organizado por el Daily Mail el 16 de agosto de 1951. Cruzó el Canal con éxito con un tiempo de 13 horas, 26 minutos, quedando tercera en el evento y convirtiéndose en la primera mujer latinoamericana en cruzar el Canal, estableciendo el récord sudamericano, superando a Abertondo.
Durante la Revolución Libertadora a mediados de la década de 1950, Duarte, que había activado a favor de Juan Domingo Perón, fue perseguida, por lo que tuvo que vivir varios años exiliada en Londres. Se retiró de la natación para cuidar a sus tres hijos antes de regresar en 1963 para nadar en el lago Nahuel Huapi. Aunque los organizadores le aconsejaron intentar nadar otro día debido a las condiciones desfavorables, ella «los ignoró y se lanzó al agua de todos modos» antes de darse cuenta de que se había zambullido en el lugar equivocado del lago. Nadó 8 km hasta lo que se suponía que era el punto de partida, luego nadó otros 10 km para completar su travesía. Duarte luego cruzó el lago Nahuel Huapi cuatro veces más y también nadó el lago Lácar en 1965.
Duarte también compitió en eventos de natación máster, ganando campeonatos nacionales, sudamericanos, panamericanos y mundiales entre 1985 y 2006. Se mudó a Venezuela en 1975 debido a su mala relación con su esposo, y declaró a La Nación que él «me mintió [y] intentó matarme provocando una fuga de gas en la casa». Durante su estancia en Venezuela, cruzó los ríos Orinoco y Caroní en una competencia en 1998, quedando primera en su categoría contra otras 600 personas. Regresó a Argentina en 2005. A partir de 2006, organizó una competencia anual de natación en el lago Nahuel Huapi.
Duarte fue distinguida con un premio del Senado argentino y recibió el Premio al Mérito Deportivo de la Cámara de Diputados en 2007. Fue nombrada «Personalidad Deportiva Destacada» en la ciudad de Buenos Aires y el municipio de Tigre en 2011. Falleció el 3 de julio de 2025 a la edad de 96 años.

## Premios y distinciones
- Personalidad destacada del deporte, Ciudad de Buenos Aires, 2011.[9]
- Personalidad destacada del deporte, Tigre, 2011.[10]
- Premio a la Trayectoria Deportiva, Cámara de Diputados de la Nación, 2007.[3]
- Premio Delfo Cabrera, Cámara de Senadores de la Nación, 2007.[3]